# Odontophora ornata
Odontophora ornata is een rondwormensoort uit de familie van de Axonolaimidae. De wetenschappelijke naam van de soort is voor het eerst geldig gepubliceerd in 1972 door Lorenzen.